# جیزل انزلی
جیزل انزلی (انگلیسی: Giselle Ansley؛ زادهٔ ۳۱ مارس ۱۹۹۲) بازیکن هاکی روی چمن اهل انگلستان است که در مسابقات کشوری و بین‌المللی در مجموع برندهٔ ۲ مدال طلا، ۳ مدال نقره، ۵ مدال برنز شده‌است.